# Resultados do Carnaval de Recife em 2019
Esta é uma lista de Resultados do Carnaval de Recife em 2019.

## Bois de carnaval
| Grupo Especial | Grupo Especial | Grupo Especial | Grupo Especial |
| Colocação      | Escola         | Pontos         | Ref.           |
| -------------- | -------------- | -------------- | -------------- |
| 1º             | Boi Maracatu   |                | [ 1 ]          |
| 2º             | Boi Malabá     |                | [ 1 ]          |
| 3º             | Boi Diamante   |                | [ 1 ]          |

| Grupo 1   | Grupo 1         | Grupo 1 | Grupo 1 |
| Colocação | Escola          | Pontos  | Ref     |
| --------- | --------------- | ------- | ------- |
| 1º        | Boi Dourado     |         | [ 1 ]   |
| 2º        | Boi Cara Branca |         | [ 1 ]   |
| 3º        | Boi Fantástico  |         | [ 1 ]   |

| Grupo 2   | Grupo 2          | Grupo 2 | Grupo 2 |
| Colocação | Escola           | Pontos  | Ref     |
| --------- | ---------------- | ------- | ------- |
| 1º        | Boi de Arcoverde |         | [ 1 ]   |
| 2º        | Boi de Mainha    |         | [ 1 ]   |
| 3º        | Boi Pavão        |         | [ 1 ]   |

| Grupo 2   | Grupo 2     | Grupo 2 | Grupo 2 |
| Colocação | Escola      | Pontos  | Ref     |
| --------- | ----------- | ------- | ------- |
| 1º        | Boi Estrela |         | [ 1 ]   |
| 2º        | Boi Charuto |         | [ 1 ]   |
| 3º        | Boi Leão    |         | [ 1 ]   |

## Ursos
| Grupo Especial | Grupo Especial                                | Grupo Especial | Grupo Especial |
| Colocação      | Escola                                        | Pontos         | Ref.           |
| -------------- | --------------------------------------------- | -------------- | -------------- |
| 1º             | Urso Branco do Cangaçá (São Lourenço da Mata) |                | [ 1 ]          |
| 2º             | Urso do Ovão                                  |                | [ 1 ]          |
| 3º             | Urso Cangaçá (Água Fria)                      |                | [ 1 ]          |

| Grupo 1   | Grupo 1              | Grupo 1 | Grupo 1 |
| Colocação | Escola               | Pontos  | Ref     |
| --------- | -------------------- | ------- | ------- |
| 1º        | Pé de Lã (Arcoverde) |         | [ 1 ]   |
| 2º        | Urso Pé de Lã        |         | [ 1 ]   |
| 3º        | Urso do Vizinho      |         | [ 1 ]   |

| Grupo 2   | Grupo 2                          | Grupo 2 | Grupo 2 |
| Colocação | Escola                           | Pontos  | Ref     |
| --------- | -------------------------------- | ------- | ------- |
| 1º        | Ala Ursa Rosinha                 |         | [ 1 ]   |
| 2º        | Urso Teimoso da Torre            |         | [ 1 ]   |
| 3º        | Urso Milindrozo da Joana Bezerra |         | [ 1 ]   |

| Grupo de acesso | Grupo de acesso    | Grupo de acesso | Grupo de acesso |
| Colocação       | Escola             | Pontos          | Ref             |
| --------------- | ------------------ | --------------- | --------------- |
| 1º              | Urso São Cristóvão |                 | [ 1 ]           |
| 2º              |                    |                 | [ 1 ]           |
| 3º              |                    |                 | [ 1 ]           |

## Troças carnavalescas
| Grupo Especial | Grupo Especial       | Grupo Especial | Grupo Especial |
| Colocação      | Escola               | Pontos         | Ref.           |
| -------------- | -------------------- | -------------- | -------------- |
| 1º             | Abanadores do Arruda |                | [ 1 ]          |
| 2º             | Estou Aqui de Novo   |                | [ 1 ]          |
| 3º             | Azulão em Folia      |                | [ 1 ]          |

| Grupo 1   | Grupo 1                | Grupo 1 | Grupo 1 |
| Colocação | Escola                 | Pontos  | Ref     |
| --------- | ---------------------- | ------- | ------- |
| 1º        | Batutas de Água Fria   |         | [ 1 ]   |
| 2º        | Teimoso em Folia       |         | [ 1 ]   |
| 3º        | Dragão de Campo Grande |         | [ 1 ]   |

| Grupo 2   | Grupo 2                       | Grupo 2 | Grupo 2 |
| Colocação | Escola                        | Pontos  | Ref     |
| --------- | ----------------------------- | ------- | ------- |
| 1º        | Formiga Sabe em Que Roça Come |         | [ 1 ]   |
| 2º        | Beija-Flor em Folia           |         | [ 1 ]   |
| 3º        |                               |         | [ 1 ]   |

## Clubes de bonecos
| Grupo Especial | Grupo Especial                        | Grupo Especial | Grupo Especial |
| Colocação      | Escola                                | Pontos         | Ref.           |
| -------------- | ------------------------------------- | -------------- | -------------- |
| 1º             | Bonecos de Seu Malaquias              |                | [ 1 ]          |
| 2º             | Boneco o Menino do Pátio de São Pedro |                | [ 1 ]          |
| 3º             | Raissa no Frevo                       |                | [ 1 ]          |

| Grupo 1   | Grupo 1                      | Grupo 1 | Grupo 1 |
| Colocação | Escola                       | Pontos  | Ref     |
| --------- | ---------------------------- | ------- | ------- |
| 1º        | Boneco Linguarudo Ouro Preto |         | [ 1 ]   |
| 2º        | Meca no Frevo                |         | [ 1 ]   |
| 3º        | Tô Afim                      |         | [ 1 ]   |

| Grupo 2   | Grupo 2                      | Grupo 2 | Grupo 2 |
| Colocação | Escola                       | Pontos  | Ref     |
| --------- | ---------------------------- | ------- | ------- |
| 1º        | Dona Xoxo                    |         | [ 1 ]   |
| 2º        | Filho do Homem da Meia-Noite |         | [ 1 ]   |
| 3º        | O Filho do Bochechudo        |         | [ 1 ]   |

| Grupo 2   | Grupo 2             | Grupo 2 | Grupo 2 |
| Colocação | Escola              | Pontos  | Ref     |
| --------- | ------------------- | ------- | ------- |
| 1º        | O Menino da Gráfica |         | [ 1 ]   |
| 2º        |                     |         | [ 1 ]   |
| 3º        |                     |         | [ 1 ]   |

## Clubes de frevo
| Grupo Especial | Grupo Especial        | Grupo Especial | Grupo Especial |
| Colocação      | Escola                | Pontos         | Ref.           |
| -------------- | --------------------- | -------------- | -------------- |
| 1º             | Das Pás               |                | [ 1 ]          |
| 2º             | Bola de Ouro          |                | [ 1 ]          |
| 3º             | Girassol de Boa Vista |                | [ 1 ]          |

| Grupo 1   | Grupo 1                 | Grupo 1 | Grupo 1 |
| Colocação | Escola                  | Pontos  | Ref     |
| --------- | ----------------------- | ------- | ------- |
| 1º        | Maracangalha            |         | [ 1 ]   |
| 2º        | Coqueirinho de Beberibe |         | [ 1 ]   |
| 3º        | Transporte em Folia     |         | [ 1 ]   |

| Grupo 2   | Grupo 2          | Grupo 2 | Grupo 2 |
| Colocação | Escola           | Pontos  | Ref     |
| --------- | ---------------- | ------- | ------- |
| 1º        | Reizado Imperial |         | [ 1 ]   |
| 2º        | Prato Misterioso |         | [ 1 ]   |
| 3º        |                  |         | [ 1 ]   |

| Grupo de acesso | Grupo de acesso  | Grupo de acesso | Grupo de acesso |
| Colocação       | Escola           | Pontos          | Ref             |
| --------------- | ---------------- | --------------- | --------------- |
| 1º              | Guaiamum na Vara |                 | [ 1 ]           |
| 2º              |                  |                 | [ 1 ]           |
| 3º              |                  |                 | [ 1 ]           |

## Blocos de pau e corda
| Grupo Especial | Grupo Especial                 | Grupo Especial | Grupo Especial |
| Colocação      | Escola                         | Pontos         | Ref.           |
| -------------- | ------------------------------ | -------------- | -------------- |
| 1º             | Amante das Flores (Camaragibe) |                | [ 1 ]          |
| 2º             | Com Você no Coração            |                | [ 1 ]          |
| 3º             | Artesãos de Pernambuco         |                | [ 1 ]          |

| Grupo 1   | Grupo 1                | Grupo 1 | Grupo 1 |
| Colocação | Escola                 | Pontos  | Ref     |
| --------- | ---------------------- | ------- | ------- |
| 1º        | Flor da Lira           |         | [ 1 ]   |
| 2º        | Príncipe dos Príncipes |         | [ 1 ]   |
| 3º        | Lírico Flor Camará     |         | [ 1 ]   |

## Tribos de índios
| Grupo Especial | Grupo Especial     | Grupo Especial | Grupo Especial |
| Colocação      | Escola             | Pontos         | Ref.           |
| -------------- | ------------------ | -------------- | -------------- |
| 1º             | Orubá              |                | [ 1 ]          |
| 2º             | Tabajaras (Goiana) |                | [ 1 ]          |
| 3º             | Tupiniquim         |                | [ 1 ]          |

| Grupo 1   | Grupo 1                | Grupo 1 | Grupo 1 |
| Colocação | Escola                 | Pontos  | Ref     |
| --------- | ---------------------- | ------- | ------- |
| 1º        | Batutas de Água Fria   |         | [ 1 ]   |
| 2º        | Teimoso em Folia       |         | [ 1 ]   |
| 3º        | Dragão de Campo Grande |         | [ 1 ]   |

| Grupo 2   | Grupo 2         | Grupo 2 | Grupo 2 |
| Colocação | Escola          | Pontos  | Ref     |
| --------- | --------------- | ------- | ------- |
| 1º        | Índio Ubirajara |         | [ 1 ]   |
| 2º        | Onça Negra      |         | [ 1 ]   |
| 3º        |                 |         | [ 1 ]   |

## Caboclinhos
| Grupo Especial | Grupo Especial    | Grupo Especial | Grupo Especial |
| Colocação      | Escola            | Pontos         | Ref.           |
| -------------- | ----------------- | -------------- | -------------- |
| 1º             | União Sete Flexas |                | [ 1 ]          |
| 2º             | Tupã              |                | [ 1 ]          |
| 3º             | Kapinawa          |                | [ 1 ]          |

| Grupo 1   | Grupo 1               | Grupo 1 | Grupo 1 |
| Colocação | Escola                | Pontos  | Ref     |
| --------- | --------------------- | ------- | ------- |
| 1º        | Tapirapé              |         | [ 1 ]   |
| 2º        | Pena Branca de Goiana |         | [ 1 ]   |
| 3º        | Tapuya Canindé        |         | [ 1 ]   |

| Grupo 2   | Grupo 2      | Grupo 2 | Grupo 2 |
| Colocação | Escola       | Pontos  | Ref     |
| --------- | ------------ | ------- | ------- |
| 1º        | Potiguares   |         | [ 1 ]   |
| 2º        | Tupy Guarani |         | [ 1 ]   |
| 3º        | Taiguara     |         | [ 1 ]   |

| Grupo de acesso | Grupo de acesso                 | Grupo de acesso | Grupo de acesso |
| Colocação       | Escola                          | Pontos          | Ref             |
| --------------- | ------------------------------- | --------------- | --------------- |
| 1º              | Canindé de Goiana               |                 | [ 1 ]           |
| 2º              | Índio Brasileiro (Buenos Aires) |                 | [ 1 ]           |
| 3º              |                                 |                 | [ 1 ]           |

## Maracatus de baque solto
| Grupo Especial | Grupo Especial      | Grupo Especial | Grupo Especial |
| Colocação      | Escola              | Pontos         | Ref.           |
| -------------- | ------------------- | -------------- | -------------- |
| 1º             | Pavão Dourado       |                | [ 1 ]          |
| 2º             | Cambinda Brasileira |                | [ 1 ]          |
| 3º             | Pavão Misterioso    |                | [ 1 ]          |

| Grupo 1   | Grupo 1       | Grupo 1 | Grupo 1 |
| Colocação | Escola        | Pontos  | Ref     |
| --------- | ------------- | ------- | ------- |
| 1º        | Leão Coroado  |         | [ 1 ]   |
| 2º        | Leão do Norte |         | [ 1 ]   |
| 3º        | Leão Dourado  |         | [ 1 ]   |

| Grupo 2   | Grupo 2       | Grupo 2 | Grupo 2 |
| Colocação | Escola        | Pontos  | Ref     |
| --------- | ------------- | ------- | ------- |
| 1º        | Águia Dourado |         | [ 1 ]   |
| 2º        | Leão Mimoso   |         | [ 1 ]   |
| 3º        | Leão Teimoso  |         | [ 1 ]   |

## Maracatus de baque virado
| Grupo Especial | Grupo Especial    | Grupo Especial | Grupo Especial |
| Colocação      | Escola            | Pontos         | Ref.           |
| -------------- | ----------------- | -------------- | -------------- |
| 1º             | Estrela Brilhante |                | [ 1 ]          |
| 2º             | Encanto do Pina   |                | [ 1 ]          |
| 3º             | Nação Porto Rico  |                | [ 1 ]          |

| Grupo 1   | Grupo 1            | Grupo 1 | Grupo 1 |
| Colocação | Escola             | Pontos  | Ref     |
| --------- | ------------------ | ------- | ------- |
| 1º        | Leão da Campina    |         | [ 1 ]   |
| 2º        | Nação Xangô Alafim |         | [ 1 ]   |
| 3º        | Oxum Mirim         |         | [ 1 ]   |

| Grupo 2   | Grupo 2           | Grupo 2 | Grupo 2 |
| Colocação | Escola            | Pontos  | Ref     |
| --------- | ----------------- | ------- | ------- |
| 1º        | Nação Tupinambá   |         | [ 1 ]   |
| 2º        | Linda Flor        |         | [ 1 ]   |
| 3º        | Cambinda Africano |         | [ 1 ]   |

| Grupo de acesso | Grupo de acesso | Grupo de acesso | Grupo de acesso |
| Colocação       | Escola          | Pontos          | Ref             |
| --------------- | --------------- | --------------- | --------------- |
| 1º              | Baque Forte     |                 | [ 1 ]           |
| 2º              |                 |                 | [ 1 ]           |
| 3º              |                 |                 | [ 1 ]           |

## Escolas de samba
| Grupo Especial | Grupo Especial   | Grupo Especial | Grupo Especial |
| Colocação      | Escola           | Pontos         | Ref.           |
| -------------- | ---------------- | -------------- | -------------- |
| 1º             | Gigante do Samba |                | [ 1 ]          |
| 2º             | Galeria do Ritmo |                | [ 1 ]          |
| 3º             | Pérola do Samba  |                | [ 1 ]          |

| Grupo 1   | Grupo 1                        | Grupo 1 | Grupo 1 |
| Colocação | Escola                         | Pontos  | Ref     |
| --------- | ------------------------------ | ------- | ------- |
| 1º        | Limonil                        |         | [ 1 ]   |
| 2º        | Imperadores da Vila São Miguel |         | [ 1 ]   |
| 3º        | Rebeldes do Samba              |         | [ 1 ]   |

| Grupo 2   | Grupo 2 | Grupo 2 | Grupo 2 |
| Colocação | Escola  | Pontos  | Ref     |
| --------- | ------- | ------- | ------- |
| 1º        |         |         | [ 1 ]   |
| 2º        |         |         | [ 1 ]   |
| 3º        |         |         | [ 1 ]   |